# Cornwall (Prince Edward Island)
Cornwall is een plaats (town) in de Canadese provincie Prince Edward Island en telt 4677 inwoners (2006). De oppervlakte bedraagt 28,20 km².
In 1995 werden de volgende gemeenschappen aan Cornwall toegevoegd:
- North River
- Elliot River
- East Wiltshire
- York Point